# Thersamonia kefersteinii
Thersamonia kefersteinii är en fjärilsart som beskrevs av Gerhard 1853. Thersamonia kefersteinii ingår i släktet Thersamonia och familjen juvelvingar. Inga underarter finns listade i Catalogue of Life.